# Orlęta Lwowskie

Herb Wielki Lwowa z Krzyżem Srebrnym Orderu Virtuti Militari

Orlęta Lwowskie – młodzi obrońcy polskiego Lwowa z lat 1918–1920, głównie w czasie wojny polsko-ukraińskiej (1918–1919), a także polsko-bolszewickiej (1920).

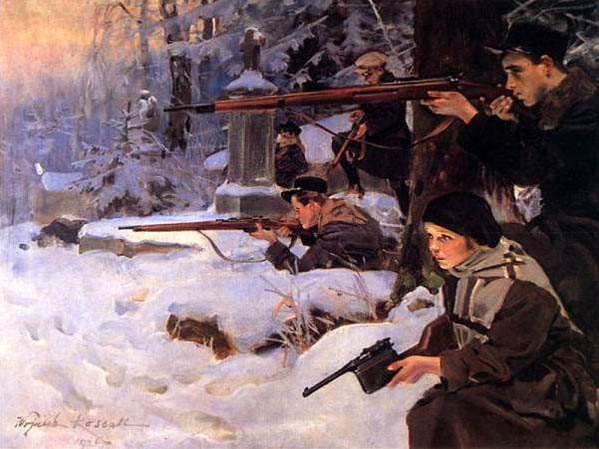
Orlęta – obrona cmentarza, Wojciech Kossak, 1926 r.

## Orlęta Lwowskie
Mianem Orląt Lwowskich określa się młodych mieszkańców Lwowa, którzy – wobec braku we Lwowie regularnych oddziałów wojskowych Wojska Polskiego – w listopadzie 1918 ochotniczo walczyli o miasto z oddziałami wojsk ukraińskich. Młodzi ochotnicy walczyli też na przedpolu miasta z Armią Czerwoną w czasie wojny polsko-bolszewickiej latem 1920 roku. W skład oddziałów ochotniczych wchodzili studenci, robotnicy, urzędnicy, harcerze, uczniowie, chłopcy i dziewczęta. 
W walkach we Lwowie do 22 listopada 1918 włącznie uczestniczyło z bronią w ręku lub w służbach pomocniczych 6022 osoby, w tym 1374 uczniów szkół powszechnych i średnich oraz studentów. 2640 nie przekroczyło 25. roku życia, najmłodszy Jaś Kukawski miał 9 lat. Zginęło lub zmarło od ran 439 żołnierzy i członków wojskowej służby sanitarnej, w tym 12 kobiet. 120 poległych było uczniami, a 76 studentami uczelni. Jeden z nich, 13-letni Antoni Petrykiewicz, został najmłodszym w historii kawalerem Orderu Virtuti Militari. 29 poległych należało do sił odsieczy miasta pod dowództwem ppłk. Michała Karaszewicza-Tokarzewskiego. Do powstania legendy Orląt Lwowskich przyczyniła się także postawa harcerek i harcerzy, zarówno lwowskich, jak i z całego kraju, którzy masowo wzięli udział w obronie Lwowa i Galicji Wschodniej. Wedle niepełnych danych zginęło wówczas ponad 70 przedstawicieli różnych drużyn harcerskich, pochodzących z tak odległych od Lwowa miast, jak np. Wieluń (Janek Łączkowski, lat 16).
Lwów, od XIV wieku należący do Polski, był miastem zamieszkiwanym w większości przez ludność polską. Lwów w 1910 r. zamieszkiwało 206 000 mieszkańców, z czego ponad 105 tys. stanowili Polacy, 57 tys. Żydzi, a 39 tys. Ukraińcy.
Przeciwnikami Orląt Lwowskich były oddziały Ukraińskiej Armii Halickiej.

## Obrona Lwowa w latach 1918-1920

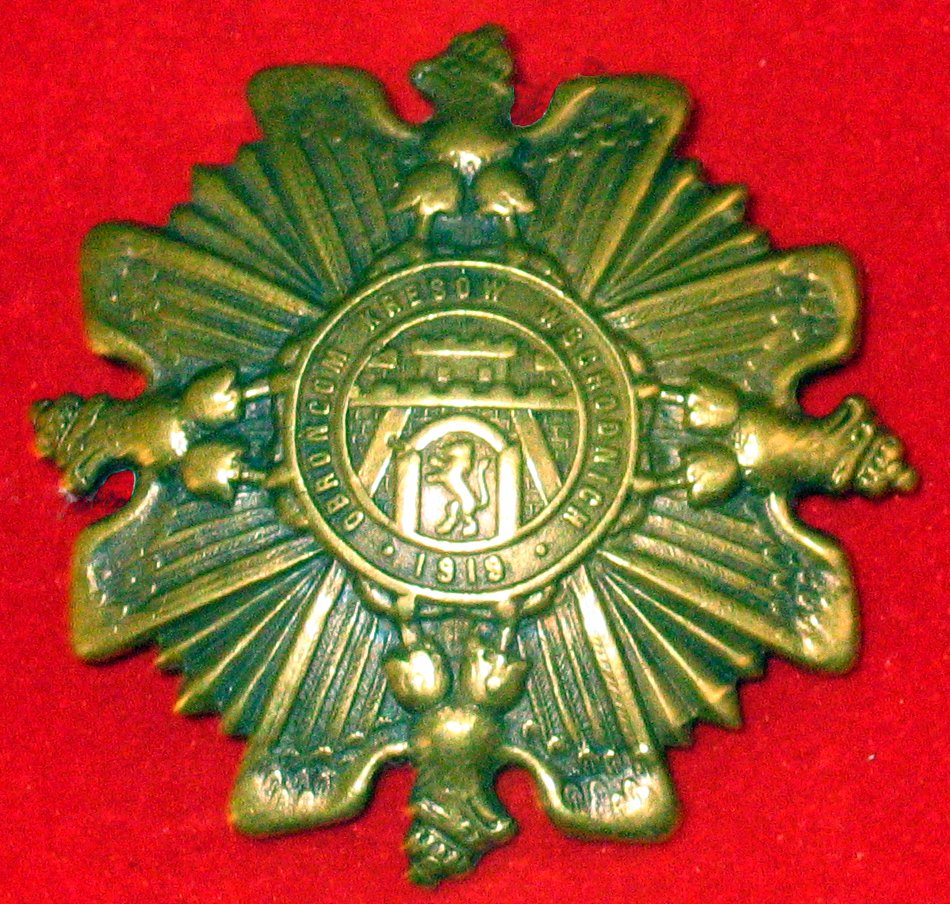
Odznaka Honorowa „Orlęta” – przyznawana uczestnikom obrony Lwowa 1918-1920

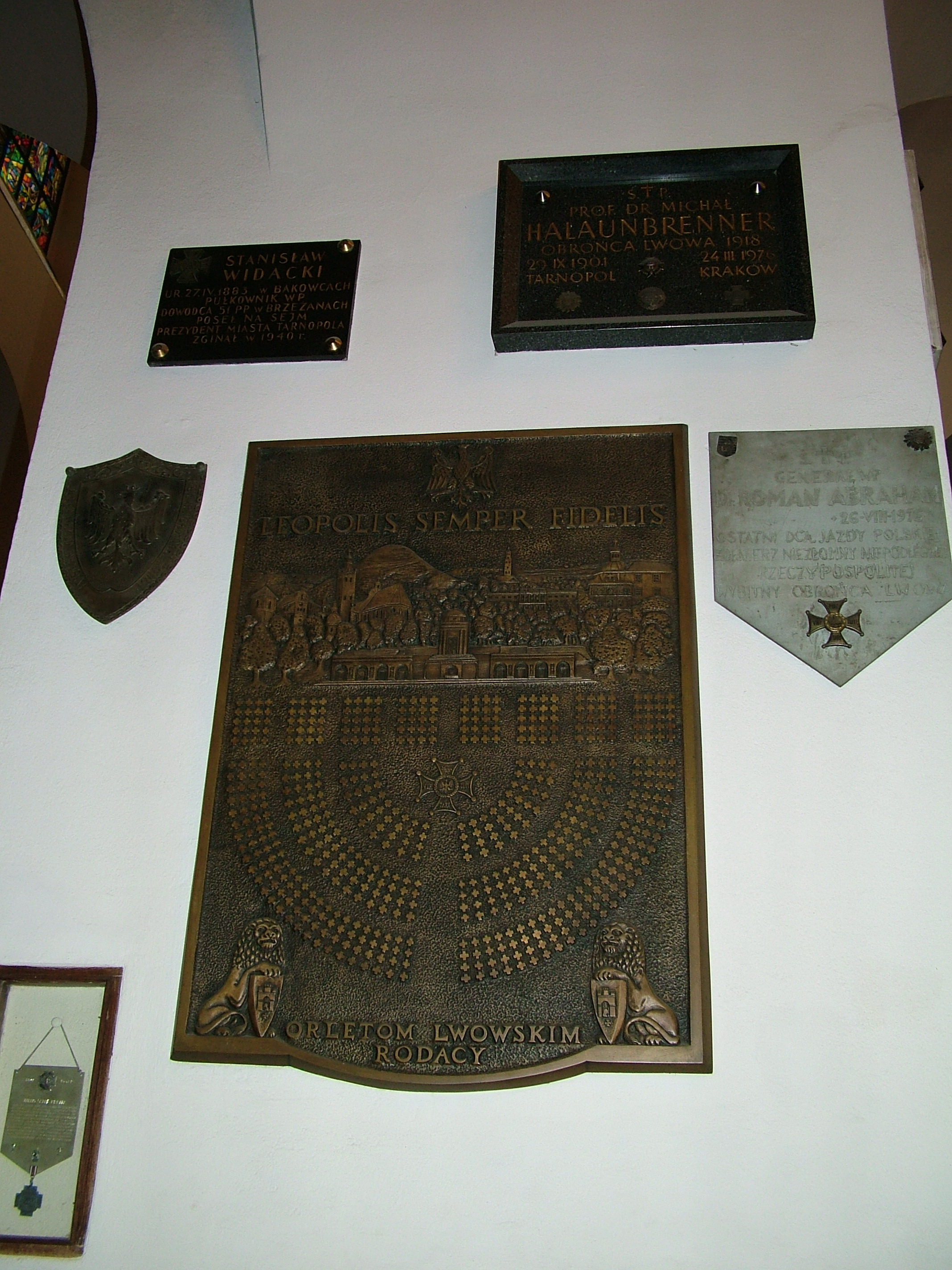
Tablica na Jasnej Górze

### Obrona Lwowa przed Ukraińcami – od 1 listopada 1918 do połowy 1919 roku
Za pierwszego poległego Polaka w obronie Lwowa został uznany 23-letni Andrzej Battaglia. W dniu 22 listopada 1918 miasto zostało w dużej części opanowane przez zamieszkujących je Polaków. Obrona oblężonego przez wojska ukraińskie Lwowa, pozbawionego dostaw wody i elektryczności, trwała aż do połowy 1919. Wówczas regularne wojska polskie przybyłe z odsieczą przerwały oblężenie. W okresie walk o Lwów, regularne oddziały Ukraińskich Strzelców Siczowych zostały skutecznie powstrzymane przez doraźnie zorganizowane oddziały polskiej młodzieży, znane jako Orlęta Lwowskie.

### Obrona Lwowa przed Armią Czerwoną w sierpniu 1920
Obrona Lwowa w czasie wojny polsko-bolszewickiej miała miejsce, gdy 1 Armia Konna pod dowództwem Siemiona Budionnego na południowej flance Armii Czerwonej (z Józefem Stalinem jako komisarzem politycznym sowieckiego Frontu Południowego) nacierała na Lwów. Również wtedy społeczeństwo Lwowa stanęło do obrony swego miasta. Bitwa pod Zadwórzem na przedpolu Lwowa, w której 17 sierpnia 1920 zginęło 318 z 330 walczących ochotniczo Orląt Lwowskich, powstrzymała wówczas natarcie bolszewików na Lwów. Budionny, wykonujący wcześniejsze rozkazy, zrealizował rozkaz Tuchaczewskiego o uderzeniu na północ na tyły Wojska Polskiego (rezygnując z oblężenia Lwowa) dopiero 20 sierpnia, na skutek czego dotarł do obszaru, który opuściły już inne wycofujące się armie bolszewickie, wpadł w okrążenie i został rozbity w bitwie pod Komarowem. 11-godzinna krwawa bitwa garstki obrońców z silnymi oddziałami 6 Dywizji Konnej Budionnego nazwana została Polskimi Termopilami i przyczyniła się do zwycięstwa Wojska Polskiego w Bitwie Warszawskiej.

## Miejsca pochówku Orląt

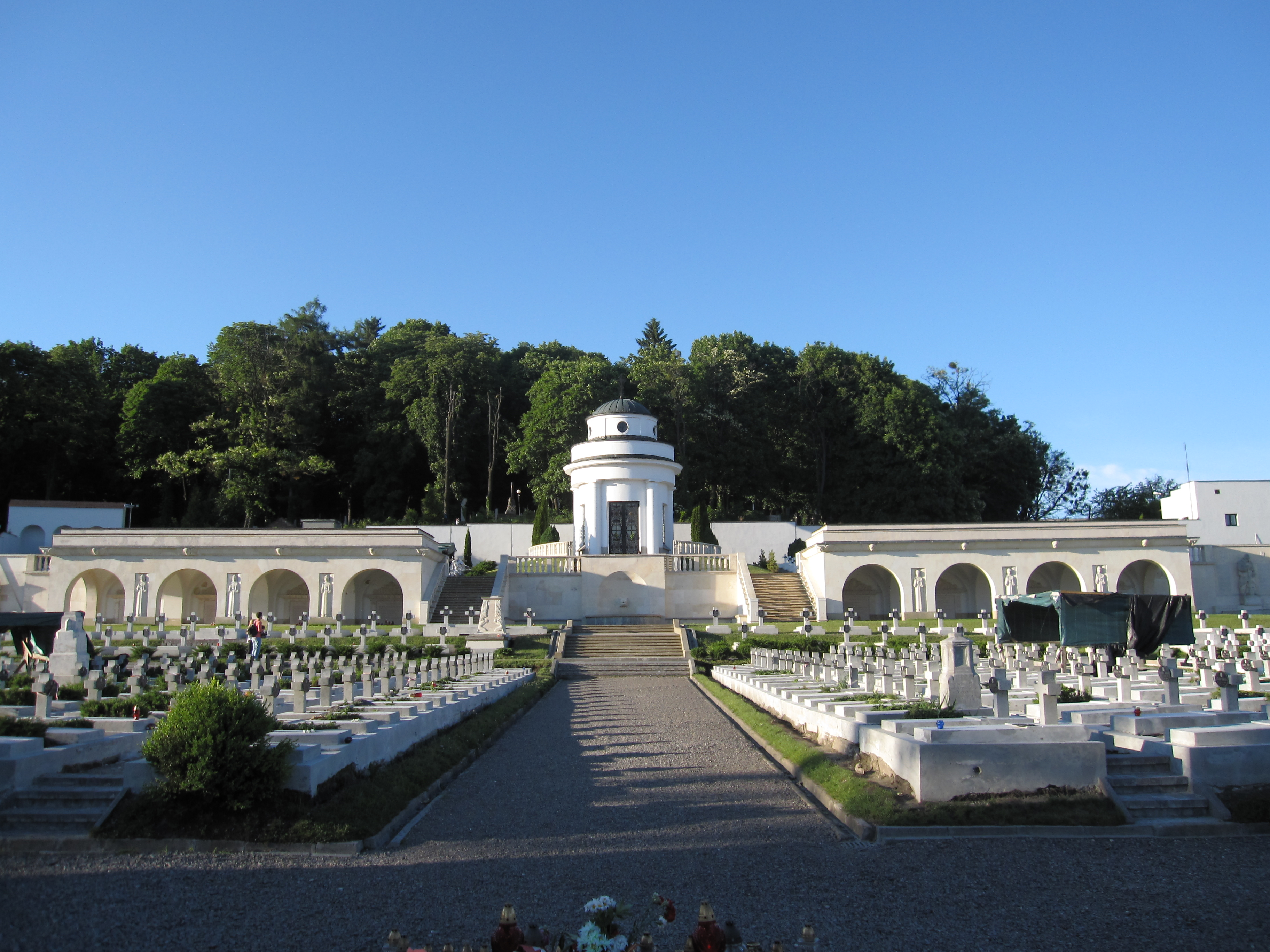
Cmentarz Orląt Lwowskich

- Większość poległych w obu kampaniach obrońców Lwowa została uroczyście pochowana na specjalnie wydzielonej części cmentarza Łyczakowskiego, na Cmentarzu Obrońców Lwowa, nazywanym obecnie potocznie Cmentarzem Orląt.
- Bohaterowie bitwy pod Zadwórzem są w większości pochowani na specjalnym cmentarzu obok dworca kolejowego w Zadwórzu, gdzie toczyły się najcięższe boje.
- Kwatera Orląt jest także na cmentarzu Janowskim we Lwowie.

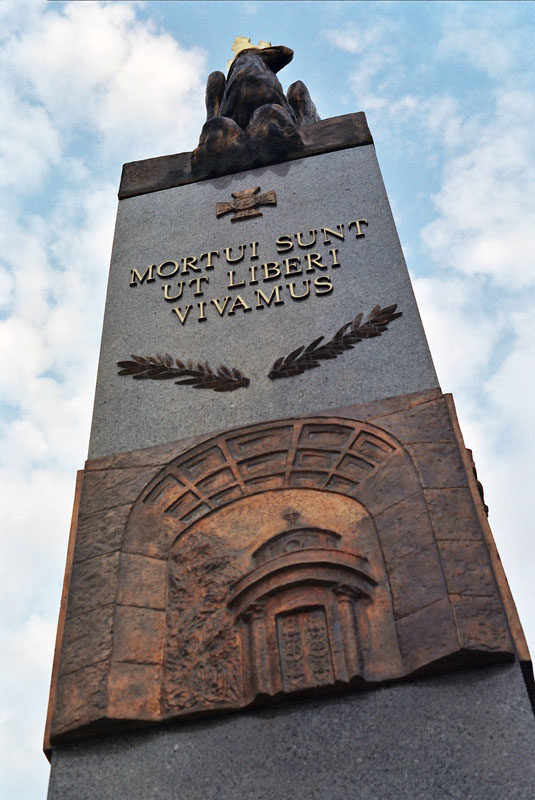
Pomnik Orląt Lwowskich w Częstochowie

## Pamięć i uznanie dla czynu Orląt Lwowskich
- 22 listopada 1925 przed Gmachem Głównym Politechniki Lwowskiej odsłonięto pomnik Orląt Lwowskich według projektu Wincentego Rawskiego[7].
- W uznaniu bohaterskiej postawy i zasług mieszkańców Lwowa dla Polski miasto zostało – jako jedyne w Polsce – udekorowane przez Naczelnika Państwa Józefa Piłsudskiego Krzyżem Virtuti Militari. Uroczystość odznaczenia Lwowa odbyła się 11 listopada 1920 przed kolumną Mickiewicza.
- Pamięć o czynie Orląt Lwowskich, z których jeden – nieznany z nazwiska – jest pochowany w Grobie Nieznanego Żołnierza w Warszawie, była czczona w Polsce, zaś miejsce ich spoczynku traktowano jako campo santo – święte miejsce.
- 24 maja 1938 Szkoła Powszechna nr 88 przy ul. Białołęckiej w Warszawie otrzymała imię Orląt Lwowskich[8].
- W Warszawie działa 102 Warszawska Drużyna Harcerska „Orlęta” im. Orląt Lwowskich[9].
- W Wołowie jest Szkoła Podstawowa nr 2 im. Orląt Lwowskich.
- W Mielnie w Gminie Grunwald, mieszkańcy wsi nazwali skwer im. Orląt Lwowskich na 100-lecie odzyskania przez Polskę Niepodległości. Postawiono tablicę im. Orląt Lwowskich obok wiaty rowerowo-rekreacyjnej przy ścieżce, która prowadzi do pomnika niepodległości odsłoniętego na 100-lecie odzyskania przez Polskę Niepodległości.
- We Wrocławiu jeden z największych placów miejskich nosi nazwę Plac Orląt Lwowskich.
- We Wrocławiu na Cmentarzu Świętej Rodziny odsłonięto w 1991 r. pomnik Orląt Lwowskich[10].
- W Żarach przy Kościele św. Józefa Oblubieńca wzniesiono Pomnik Żołnierza Polskiego, na którego cokole wymieniono m.in. Orlęta Lwowskie[11].
- W Gliwicach znajduje się IV Liceum Ogólnokształcące im. Orląt Lwowskich[12].
- W Lublinie znajduje się Zespół Szkół Ogólnokształcących Nr 4 im. Orląt Lwowskich[13].
- W Katowicach znajduje się Estakada Orląt Lwowskich.
- W Katowicach 20 czerwca 2022 r. odsłonięto Pomnik Orląt i Kadetów Lwowskich[14].
- W Częstochowie znajduje się plac Orląt Lwowskich, przy którym 9 czerwca 2006 r. ustawiono pomnik Orląt Lwowskich[15].
- W Żarkach Wielkich działa Szkoła Podstawowa im. Orląt Lwowskich[16].
- W Zamościu znajduje się Szkoła Podstawowa Nr 8 im. Orląt Lwowskich[17].
- W Oławie znajduje się Szkoła Podstawowa Nr 3 im. Orląt Lwowskich.
- W Rzeszowie działa Szkoła Podstawowa Nr 14 im. Orląt Lwowskich.
- W Przemyślu działa Szkoła Podstawowa Nr 16 im. Orląt Lwowskich[18].
- W Radwanowicach pierwsza stacja Kresowej Drogi Krzyżowej dedykowana została Orlętom Lwowskim i Przemyskim[19].
- W Przemyślu co roku w grudniu odbywa się Marsz Orląt Lwowskich i Przemyskich[20].
- W Blachowni od 2002 r. odbywa się Bieg Orląt Lwowskich[21].
- W Krakowie jedna z ulic na Osiedlu Oficerskim otrzymała imię Orląt Lwowskich[22].
- W Krakowie w 2023 r. rozpisano konkurs na budowę pomnika Orląt Lwowskich w parku przy danych koszarach na ul. Rajskiej, skąd w 1918 r. wyruszyła polska odsiecz dla Lwowa[23]
- W Poznaniu 14.06.2024 Szkole Podstawowej nr 1 przy ul. Hezjoda15 nadano imię Orląt Lwowskich.

## Tło historyczne obrony Lwowa w listopadzie 1918

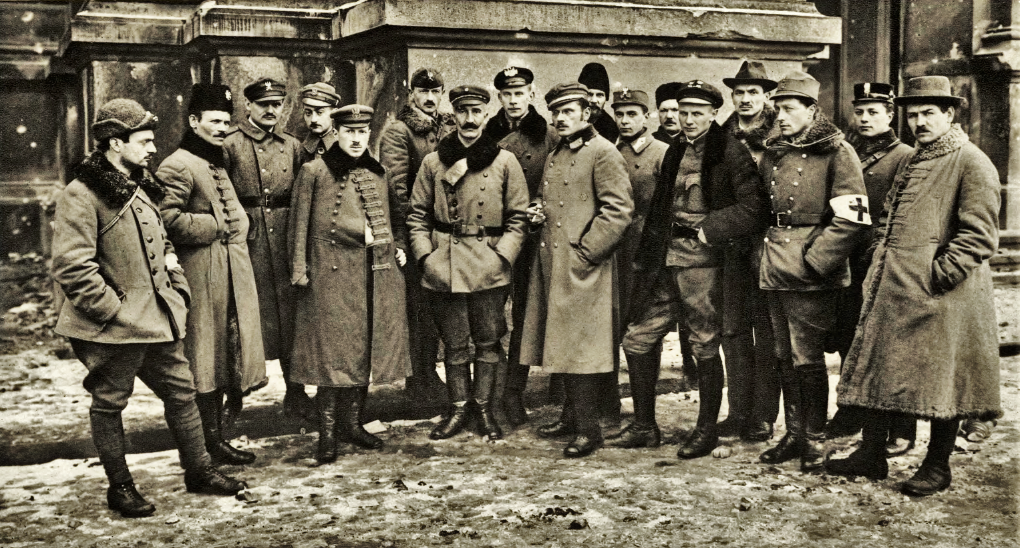
Naczelna Komenda Obrony Lwowa w 1918

Pod koniec I wojny światowej, gdy rozpadały się Austro-Węgry, wojskowe władze austriackie we Lwowie wspierały dążenia kół ukraińskich do przejęcia władzy w mieście. Wiadomości o tym docierały do środowisk polskich. Tylko niektórzy jednak dostrzegli niebezpieczeństwo. Przeciwdziałanie zagrożeniu utrudniało duże rozbicie polityczne społeczności polskiej oraz istnienie kilku różnych grup wojskowych. Dominujące wpływy we Lwowie miała w tamtych latach Narodowa Demokracja. W porównaniu ze stanem sprzed wojny zmniejszyło się znaczenie konserwatystów, słabsze były pozostałe partie, tj. Polskie Stronnictwo Demokratyczne, Polska Partia Socjalno-Demokratyczna Galicji i Śląska Cieszyńskiego i Polskie Stronnictwo Ludowe. Oprócz ośrodków politycznych istniały organizacje legionistów – Towarzystwo oraz Koło byłych Członków Wzajemnej Pomocy byłym Legionistom, a także Koło byłych Członków Polskiego Korpusu Posiłkowego.
W październiku 1918, na wezwanie Rady Regencyjnej, płk Władysław Sikorski zaczął organizować we Lwowie Wojsko Polskie. Rozpoczęła działalność wierna idei komendanta Józefa Piłsudskiego Polska Organizacja Wojskowa, a w armii austriackiej powiązana z nią organizacja „Wolność”. Od lata 1918 r. istniały ponadto Polskie Kadry Wojskowe, powiązane z Narodową Demokracją. Na ich czele stał kpt. armii austriackiej, Czesław Mączyński, członek Ligi Narodowej.
Na początku października 1918 reprezentacja ukraińska w parlamencie austriackim postanowiła zwołać do Lwowa mężów zaufania ze wszystkich ziem Austro-Węgier: Galicji Wschodniej, Bukowiny, Rusi Zakarpackiej. 19 października 1918 na zjeździe we Lwowie ukonstytuowała się Ukraińska Rada Narodowa. Przyjęła ona rezolucję o utworzeniu państwa ukraińskiego, w którego skład miała wejść Galicja Wschodnia po San.
28 października została utworzona w Krakowie Polska Komisja Likwidacyjna (PKL). Komisja ta miała przyjechać do Lwowa i przejąć władzę nad całą Galicją, instalując się we Lwowie – ówczesnej stolicy władz kraju koronnego Galicji. Wiadomość o tym przyśpieszyła wystąpienie Ukraińców.
W austriackich jednostkach wojskowych we Lwowie było w tym czasie kilka tysięcy żołnierzy narodowości ukraińskiej. Jednostki te miały swoje siedziby w koszarach przy ulicy Kurkowej, św. Piotra, Jabłonowskich i Zyblikiewicza. Polaków, zwłaszcza oficerów, którzy służyli wcześniej w tych oddziałach, dowództwo austriackie częściowo usunęło. W chwili zamachu w ręku Ukraińców były praktycznie wszystkie zapasy karabinów i amunicji, podczas gdy liczba polskich wojskowych przebywających w tym czasie we Lwowie sięgała co najwyżej kilkuset.
1 listopada 1918 nad ranem żołnierze podlegający Ukraińskiemu Komitetowi Wojskowemu opanowali większość gmachów publicznych we Lwowie. W odpowiedzi w zachodniej części miasta powstały spontanicznie dwa polskie punkty oporu z bardzo nieliczną początkowo i słabo uzbrojoną załogą. Była to szkoła im. Henryka Sienkiewicza, w której znajdował się batalion kadrowy WP pod dowództwem kpt. Zdzisława Trześniowskiego, i Dom Akademicki z niewielką grupą żołnierzy POW. Obie placówki rozpoczęły akcję obronną. Wkrótce powołano Naczelną Komendę Obrony Lwowa na czele z kpt. Czesławem Mączyńskim.
Początkowo Komenda Naczelna nie panowała nad spontanicznie powstającymi grupami i oddziałami polskimi, które w walce opanowały szereg kluczowych pozycji. Ponieważ większość mężczyzn zdolnych do służby wojskowej znajdowała się w wojsku albo w obozach jenieckich, oddziały obrońców składały się przeważnie z młodzieży, często niepełnoletniej – stąd pochodzi nazwa „Orlęta Lwowskie”.
W pierwszych dniach młodzież zdobywała broń na przeciwniku, potem – z austriackich magazynów. Zaczęto organizować różne oddziały wojskowe: obok piechoty artylerię, kawalerię, oddział techniczny, a także oddział lotniczy. Sztab NK Obrony Lwowa zsynchronizował działalność poszczególnych oddziałów, podzielił front na pięć odcinków i wyznaczył dowódców. Jednym z nich był ppłk Karol Baczyński – dowódca piątego odcinka. Po sukcesach oddziałów polskich 10 listopada 1918 cała zachodnia część miasta (jedna trzecia) znalazła się w rękach polskich. W tym samym czasie walczono także na przedmieściach, na zewnętrznej linii frontu.
Wcześniej, 3 listopada 1918, w ukraińskiej części miasta powołano Polski Komitet Narodowy, jako przedstawicielstwo społeczności polskiej. Wyraźną przewagę miały w nim ugrupowania prawicowe. Prezesem Komitetu został Tadeusz Cieński, zbliżony do Narodowej Demokracji. Cały czas prowadzone były rozmowy pomiędzy walczącymi stronami, kilkakrotnie uzgadniano zawieszenia broni w celu zaopatrzenia ludności cywilnej w żywność, pozbierania rannych i pogrzebania zabitych.

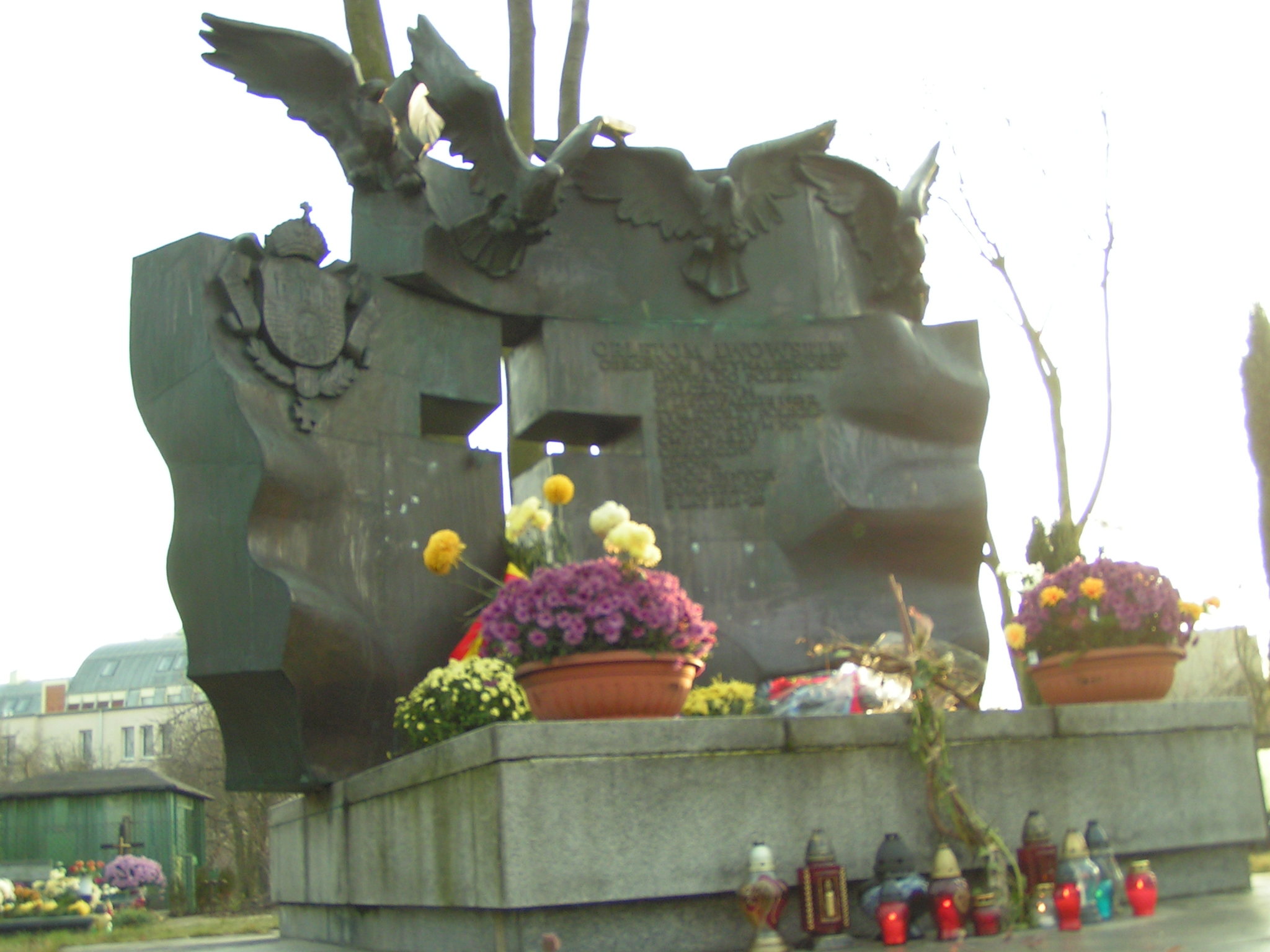
Pomnik Orląt Lwowskich we Wrocławiu na cmentarzu św. Rodziny na Sępolnie

6 listopada 1918 na zgromadzeniu przedstawicieli wszystkich stronnictw w zachodniej części miasta powołano Komitet Bezpieczeństwa i Ochrony Dobra Publicznego, pełniący rolę ośrodka władzy. Weszło do niego po dwóch przedstawicieli ND, PPSD, PSD i PSL. Przewodniczącym został Marceli Chlamtacz, zastępcą Artur Hausner. Skomplikowaną sytuację polityczną i wojskową w mieście wykorzystywali przestępcy (część z nich została przez Ukraińców wypuszczona z więzienia), maruderzy i powracający do domu żołnierze armii austriackiej, tzw. heimkerowcy. Uzbrojone bandy grabiły składy, magazyny kolejowe, sklepy i ludność cywilną.
Oddziały polskie odpierały liczne ataki wojsk ukraińskich, podejmując jednocześnie nieudane próby zdobycia całego miasta. 20 listopada przybyła z Przemyśla oczekiwana odsiecz pod dowództwem ppłk. Michała Karaszewicza-Tokarzewskiego. Zaraz też Tokarzewski przejął komendę nad połączonymi wojskami. Grupa Tokarzewskiego liczyła 140 oficerów, 1228 żołnierzy, 8 armat, 79 wozów i 507 koni. Następnego dnia oddziały polskie przystąpiły do ataku. Po całodobowych walkach 22 listopada 1918 Ukraińcy w obawie przed okrążeniem w nocy opuścili miasto. W chwili wydania przez płk. Hnata Stefanowa rozkazu wycofania się z miasta oddziały Ukraińskiej Armii Halickiej obsadzały: Ratusz, Wysoki Zamek, Górę Jacka, Namiestnictwo, Narodnyj Dim, Cytadelę, Koszary Ferdynanda (Gródecka 40) i dzielnicę Żółkiewską.
Lwów oswobodzono. Niebawem został jednak ponownie zaatakowany z zewnątrz przez silne oddziały ukraińskie. Rozpoczął się nowy etap wojny w warunkach kilkumiesięcznego oblężenia miasta, pozbawionego często dostaw wody, elektryczności, aprowizacji.
W czasie gdy Lwów pierwszy stanął do walki w obronie Rzeczypospolitej, władza polska była ustanowiona tylko w zachodniej części Małopolski. Większość ziem polskich znajdowała się jeszcze pod okupacją i zaborami. W ciągu trzech tygodni obrony Lwowa w kraju następowały jednak zasadnicze zmiany. Zaczęły kształtować się zręby państwowości polskiej, administracji i siły zbrojnej. Możliwa stała się pomoc samotnie walczącym lwowianom.

## Epilog
Ostatnie Orlę Lwowskie – płk Aleksander Sałacki, zmarł 5 kwietnia 2008 r., mając 104 lata.
Obrońcy Lwowa polegli od 1 do 21 listopada 1918 roku zostali odznaczeni przez prezydenta RP Ignacego Mościckiego 9 listopada 1933 roku Krzyżem Niepodległości z Mieczami.